# Поэты-метафизики
«Поэты-метафизики» (англ. Metaphysical poets; также — Метафизическая школа, англ. metaphysical school) — введённое Сэмюэлом Джонсоном обозначение барочных английских поэтов XVII века, исповедовавших неоплатонические взгляды.
Предположительно первым понятие «метафизическая поэзия» в 1585 году употребил Джордано Бруно в книге «О героическом энтузиазме», посвящённой Филипу Сидни.
Во главе направления стоял Джон Донн. Для метафизической поэзии характерно ощущение распавшегося мироздания и утраты цельности представления о нём. Как отмечал Донн, разум человека не в силах восстановить мироздание, но остаётся надежда на пытливый ум, ищущий и находящий необходимые (возможно, очень отдалённые) связи. 

Основным понятием донновской эстетики был conceit — парадоксальное либо ироническое сопоставление крайне несхожих предметов с целью иллюстрации той или иной идеи (напр., тело возлюбленной сравнивается с картой Земли, отдаляющиеся друг от друга любовники — с ножками циркуля).
В первой половине XVII века метафизическая школа господствовала в английской поэзии, оказав значительное влияние на становление, в частности, творческой манеры Мильтона. Самым значительным из духовных поэтов-метафизиков считается Джордж Херберт, светских — Эндрю Марвелл. В классицистический «век Драйдена» (после 1660 г.) донновская манера вышла из моды и стала предметом насмешек.
Поэты-модернисты способствовали возвращению интереса к Донну и его последователям, которых они считали своими предшественниками. Особенно характерен в этом отношении опубликованный в 1921 г. Т. С. Элиотом очерк «Метафизические поэты».

## Другие школы барочной поэзии
- Маринизм — в Италии
- Гонгоризм — в Испании

## Русские переводы
- Английская лирика первой половины XVII века / Под ред.  А. Н. Горбунова. М.: Издательство Московского университета, 1989. 347 с. ISBN 5-211-00181-8
- Поэзия Джорджа Герберта в переводах Олега Комкова  (недоступная ссылка)